# Ramón Rey Ardid
Ramón Rey Ardid (Zaragoza, 20 de diciembre de 1903 - Zaragoza, 21 de enero de 1988) fue un médico, escritor y ajedrecista español, campeón nacional de ajedrez entre 1929 y 1943.

## Trayectoria ajedrecística
Hijo de un militar coruñés, comenzó a jugar al ajedrez a los 15 años. En 1924 formaba ya parte del equipo español que participó en la Olimpíadas de ajedrez de París. En 1926 juega un torneo en Barcelona y ocupa el cuarto lugar. Luego finaliza la carrera de medicina con Premio Extraordinario y se traslada a Madrid para especializarse en neuropsiquiatría. En esa ciudad en 1928 gana un importante torneo, invicto y cediendo sólo dos tablas. En el certamen internacional de Barcelona 1929, ganado por Capablanca, acaba cuarto ex aequo. 
En 1929 se proclama por primera vez campeón de España de ajedrez venciendo a Manuel Golmayo (+4 –1 =2). Retuvo el título durante 13 años. Defendió el título en las siguientes ocasiones: contra Jaime Casas (+5 –1 =0) en 1933, Vicente Almirall Castell (+5 –0 =2) en 1935, Juan Manuel Fuentes (+5 –1 =1) en 1942.
En 1934, en el Torneo de Sitges, consigue el mejor triunfo de su carrera ajedrecística, al quedar en segunda posición, detrás de Lilienthal, y por delante de Savielly Tartakower y Rudolf Spielmann. La partida en que derrotó a Tartakower fue magistral y se publicó en la mayoría de las revistas de ajedrez de todo el mundo. 
En 1943 pierde el título de Campeón de España ante José Sanz Aguado (+3 –4 =3), y al año siguiente, por desavenencias con la Federación, abandona las competiciones oficiales. En este mismo año juega un match con el campeón del mundo Alexander Alekhine, perdiendo una partida y haciendo tablas en tres.
En 1946 triunfa en el Trofeo Casa Alba de Madrid y se retira del ajedrez para dedicarse a la medicina. 
En 1973 se jubila y reaparece como ajedrecista en 1974, jugando torneos abiertos y partidas amistosas.
Rey Ardid fue un amante del ajedrez, que supo sacar tiempo de su ocupación profesional, la medicina, para dedicarlo a su pasión favorita. Jugó partidas a ciegas, por correo, simultáneas, libres, y compuso finales artísticos. También dio conferencias sobre ajedrez.

## Trayectoria médica
Rey Ardid fue responsable del Sanatorio Psiquiátrico Nuestra Señora del Pilar de Zaragoza en 1945 y primer catedrático de psiquiatría y Psicología médica de la Facultad de Medicina de la Universidad de Zaragoza (UNIZAR) en 1966. [cita requerida]
Aunque se suele decir que tradujo algunas obras de Sigmund Freud, se limitaría a calcar las de Ludovico Rosenthal, sí se le atribuye la revisión médica de la traducción de la obra de S Freud que hizo Ballesteros, única traducción del alemán a otro idioma aprobada por Freud, que había aprendido español para leer el Quijote . Realizó importantes investigaciones de su especialidad médica, y fue académico de la Real de Medicina y miembro fundador del Movimiento de Medicina de la Persona (Ginebra).
Publicó más de cien trabajos científicos en revistas de España [cita requerida] y otros países y fue innovador en la terapia de la esquizofrenia al introducir el método del "bombeo espinal" [cita requerida], sobre el que pronunció varias conferencias en universidades de Austria y Alemania. [cita requerida]

## Aportación literaria
Rey Ardid escribió los siguientes libros sobre ajedrez:
- Cien partidas de ajedrez, Zaragoza, año 1934.
- Los principios del ajedrez, Zaragoza, año 1939.
- Cien nuevas partidas de ajedrez, 1940, Zaragoza, año 1940.
- Finales de ajedrez. Tomo I. Reyes y peones, sin piezas, editorial librería general, Zaragoza, año 1944.
- Apertura de ajedrez. Tomo I, Zaragoza, año 1944.
- Apertura de ajedrez. Tomo II, Zaragoza, año 1944.
- Apertura de ajedrez. Tomo III, Zaragoza, año 1944.
- Finales de ajedrez. Tomo II. Reyes y piezas, sin peones, editorial librería general, Zaragoza, año 1945.
- Finales de dama, con peones, editorial Distribuidora Ajedrez Canario, año 1975.
- Finales de Piezas Menores, editorial Aguilera, ISBN 84-245-0370-8, Madrid, año 1983.
- Finales de Torre, editorial Aguilera, ISBN 84-245-0385-6, Madrid, año 1984.
- Los principios del ajedrez, editorial Aguilera, ISBN 9788470052248, Madrid, año 1989.

También fue columnista en importantes diarios como El Heraldo de Aragón y Amanecer en Zaragoza y La Vanguardia en Barcelona.

## Perpetuación de su memoria
Su memoria quedará perpetuada debido a que IberCaja rebautizó su torneo anual de ajedrez con su nombre y a que desde 1994 funciona la Fundación Ramón Rey Ardid.
La Fundación Ramón Rey Ardid es una entidad sin ánimo de lucro que dedica sus esfuerzos a las personas y grupos con discapacidades, deficiencias y minusvalías, en especial relacionadas con la salud mental así como a otros colectivos que presentan dificultades para su integración social.
En la actualidad, y desde que en 1943 adoptase ese nombre en honor al Dc. Rey Ardid, un club de ajedrez de la ciudad de Bilbao ostenta el nombre de "Peña ajedrecista Rey Ardid"